# Amniyat
L'Amniyat est le service de renseignement de l'organisation djihadiste État islamique. Actif au cours des années 2010, il était divisé en différentes branches chargées du renseignement militaire, du contre-espionnage, du maintien de l'ordre public et des attaques terroristes.

## Histoire

### Débuts
Au début des années 2010, les organisations djihadistes disposent déjà d'une expérience en matière d'espionnage et de contre-espionnage. Dès 1998, Al-Qaïda s'était notamment déjà doté d'un service de contre-espionnage.
En 2013, l'État islamique détient d'abord ses otages et les personnes suspectées d'espionnage dans la prison ophtalmologique d'Alep. Celle-ci est dirigée par Mohamed Amine Boutahar, dit « Abou Obeida al-Maghribi », un Néerlandais d'origine marocaine et la plupart des geôliers sont Français ou Belges, comme Salim Benghalem, Mehdi Nemmouche ou Najim Laachraoui. D'autres sont Britanniques, comme Jihadi John et le groupe surnommé les « Beatles » par les otages occidentaux. La torture est largement employée : coups de matraques ou de câbles électriques, simulation de noyade, arrachage d'ongles, décharges électriques, introduction d'objets dans l'anus. Les djihadistes s'inspirent également des manuels de torture psychologique de la CIA et du KGB.
Fin 2013, les otages occidentaux sont évacués de l'hôpital ophtalmologique pour un autre lieu jugé plus sûr. En janvier 2014, l'État islamique en Irak et au Levant (EIIL) entre en conflit contre l'ensemble des groupes rebelles. Le 8 janvier 2014, les rebelles s'emparent de l'hôpital ophtalmologique et l'EIIL est chassé d'Alep après six jours de combats. Les djihadistes laissent derrière eux les corps de 42 prisonniers exécutés — 21 rebelles et 21 civils,,,. Ils évacuent ensuite Alep avec leurs otages. Le 25 janvier, ces derniers sont enfermés dans une nouvelle prison à une dizaine de kilomètres de Raqqa, sur les rives de l'Euphrate qu'ils surnomment « Riverside ». Entre mars et juin 2014, quinze otages occidentaux, dont les quatre Français, sont libérés contre rançon.
C'est en 2015, d'après le récit de « revenants », d'anciens membres de l'État islamique ayant regagné la France, que la DGSE entend pour la première fois parler de l'Amniyat.

### Organisation
En 2013, la chaîne de commandement de l'Amniyat est fixée par le chef djihadiste Haji Bakr, ancien officier dans l'armée irakienne, qui vit alors discrètement dans la ville de Tall Rifaat, au nord d'Alep. La structure du commandement est complexe : l'Amniyat repose sur une organisation décentralisée, avec des sous-directions qui doivent rendre compte aux wali — les gouverneurs de province — ou aux émirs de district. Les émirs de l'Amniyat sont désignés par approbation conjointe du commandement central du service et du gouverneur de province. Ils doivent rendre des rapports mensuels à l'un comme à l'autre. De plus, il existe également des espions directement sous les ordres des wali, des espions chargés de surveiller les wali et des espions chargés de surveiller d'autres espions. Haji Bakr est cependant tué par les rebelles à Tall Rifaat, le 14 février 2014.
L'Amniyat est divisée en quatre branches :
- L'Amn al-Dakhili, chargé de maintenir l'ordre public dans les villes[15] ;
- L'Amn al-Askari, chargé du renseignement militaire[15] ;
- L'Amn al-Dawla, chargé du contre-espionnage[15] ;
- L'Amn al-Kharji chargé des opérations clandestines en dehors des territoires contrôlés par l'État islamique[15].

À partir de 2014, l'Amniyat est dirigée par le Syrien Abou Lôqman, également wali de Raqqa. Le bureau de opérations extérieures passe sous la supervision d'Abou Mohammed al-Adnani. Un de ses hommes, Abou al-Bara al-Iraki, chef d'une katiba des forces spéciales, est à la tête d'une cellule chargée d'assassiner des opposants à l'État islamique réfugiés en Turquie. L'Amn al-Kharji est dirigée par le Belge Oussama Atar, dit Abou Ahmed al-Iraki. Les autres hauts responsables de l'Amn al-Kharji, chargés de l'organisation des attentats, sont les francophones Boubaker El Hakim, Abdelnasser Benyoucef et Samir Nouad. D'autres chefs comme Abdelhamid Abaaoud, Najim Laachraoui, Jihadi John et Salim Benghalem sont également chargés de la formation des futurs terroristes et leur suivi sur le terrain

### Contre-espionnage en Syrie et en Irak
Avec le début de la campagne de frappes aériennes de la coalition internationale en septembre 2014, l'Amniyat prend une importance particulière. L'organisation prend en charge la sécurité des chefs djihadistes, elle fait interdire toute utilisation des téléphones mobiles et traque les espions qui sont accusés d'informer la coalition. Le nombre des exécutions augmente. De nombreuses vidéos montrant des interrogatoires et des exécutions sont diffusées par l'État islamique.
À Raqqa, les sous-sols du stade municipal al-Baladi sont utilisés comme sièges des polices militaires islamiques et secrètes qui sont toutes reliées à l'Amniyat. Les lieux servent également de prison : 1 500 personnes y sont détenues. À Tabqa, une autre prison est installée dans les souterrains d'une grande tour à Maskanah, dans une usine de bonbon à l'entrée de la ville.

### Attentats
Avec le début des frappes aériennes de la coalition, l'Amniyat décide en représailles de mener des attentats en Europe. Cependant dès le début de l'année 2014, soit avant les premières frappes de la coalition internationale, l'État islamique se prépare à commettre des attentats en Europe et missionne des djihadistes, notamment Mehdi Nemmouche, qui commet l'Attentat du Musée juif de Belgique le 24 mai 2014.
En 2015, l'Amn al-Kharji établit son « bureau des attentats » dans le palais de l'Hospitalité à Raqqa, dans le quartier de Thakanah. Les immeubles mitoyens, autrefois utilisés comme siège par les moukhabarat, les services de renseignement du régime syrien, sont également annexés. Fin 2015, l'Amniyat, laisse le palais de l'Hospitalité à la branche féminine de la Hisbah et déménage dans des appartements au milieu de la population civile, plus difficiles à localiser et à bombarder pour les occidentaux. 
Depuis Raqqa, l'Amniyat pilote ainsi l'attaque du musée du Bardo, le 18 mars 2015, les attentats du 13 novembre 2015 à Paris et Saint-Denis, les attentats du 22 mars 2016 à Bruxelles. D'autres attaques échouent ou sont contrées par les services de renseignement européens. En novembre 2016, la DGSI parvient notamment à empêcher une attaque de grande ampleur en France.
Vers fin 2016 ou début 2017, l'Amniyat se retire de Raqqa alors que les Forces démocratiques syriennes se rapprochent de la ville et que plusieurs de ses hauts responsables ont été tués par des frappes aériennes au cours des mois précédents. L'Amniyat établit alors ses bureaux dans la ville de Mayadine, jusqu'à ce que cette ville soit prise par l'armée arabe syrienne en octobre 2017.

### Déclin
Au cours de l'année 2017, l'État islamique enchaîne les défaites militaires. La plupart des chefs de l'Amniyat sont tués au cours de l'été et de l'automne 2017 par des frappes aériennes de la coalition internationale. Fin 2017, le Mossad considère que le bureau des opérations extérieures et sa branche chargée des attentats en Europe ont été décapités.